# Чжоу Яцинь
Чжоу Яцинь (кит. 周雅琴; род. 12 ноября 2005, Хунань) — китайская гимнастка и серебряный призёр Олимпийских игр 2024 в Париже.

## Карьера
Чжоу начала заниматься гимнастикой в Хэнъяне, когда ей было три года.

### 2019
Чжоу выступала в составе команды провинции Хунань на чемпионате Китая 2019 года, где заняла шестое место. Затем на Китайских национальных молодежных играх она заняла 14-е место в многоборье. Также она заняла 13-е место в многоборье на личном чемпионате Китая 2019 года. Ее международный дебют состоялся на Кубке олимпийских надежд в Либереце, где её команда завоевала золотую медаль. В личном первенстве она заняла седьмое место в многоборье и восьмое в финале вольных упражнений.

### 2020
На чемпионате Китая 2020 года Чжоу заняла 17-е место в многоборье. Затем на личном чемпионате Китая она выиграла золотую медаль на бревне с результатом 15,066 балла.

### 2021
В 2021 году Чжоу смогла выступать в международных соревнованиях среди взрослых. На чемпионате Китая 2021 года она заняла 23-е место в квалификационном раунде многоборья и шестое место в составе команды провинции Хунань.  Затем на Национальных играх Китая 2021 года она завоевала золотую медаль на бревне с результатом 14,660 балла.

### 2022
На чемпионате Китая 2022 года она заняла четвертое место на бревне.

### 2023
На чемпионате Китая 2023 года Чжоу выиграла золотую медаль в вольных упражнениях. На чемпионате мира 2023 года в Антверпене она дебютировала на международном уровне. Китайская команда заняла четвертое место в командном финале. Индивидуально она квалифицировалась в финал соревнований на бревне и в вольных упражнениях. В финале на бревне она завоевала серебряную медаль, уступив Симоне Байлз. Она уступила Байлз всего 0,100 балла, что стало наименьшим отрывом Байлз в финале чемпионата мира с 2014 года. Позже она заняла седьмое место в финале вольных упражнений.

### 2024
На кубке мира в Коттбусе Чжоу завоевала золотые медали на бревне и в вольных упражнениях. Затем на командном турнире DTB Pokal Team Challenge она завоевала золотую медаль в составе китайской команды и заняла пятое место в финале вольных упражнений. Она была отобрана в команду Китая на летние Олимпийские игры 2024 года. В командном финале она дважды упала с бревна, и китайская команда заняла шестое место. В финале на бревне она схватилась за бревно во время бокового прыжка и получила 0,500 балла, но все равно завоевала серебряную медаль, уступив итальянке Д’Амато, Аличе.
Чжоу получила широкую огласку благодаря своему поступку во время финального подиума Олимпийских игр на бревне. Она шокировано отреагировала на то, что обладательница золотой медали Д'Амато и бронзовый призер Манила Эспозито прикусили свои медали. Затем она поднесла свою медаль к губам, не кусая ее. Этот поступок стал причиной создания несколько мемов. Многие пользователи Twitter дали ей псевдонимы "золотистого ретривера" и "младшей сестры".

## Спортивные достижения

### Юниорские
| Год  | Турнир                          | Команда | Многоборье | Опорный прыжок | Разновысокие брусья | Бревно | Вольные упражнения |
| ---- | ------------------------------- | ------- | ---------- | -------------- | ------------------- | ------ | ------------------ |
| 2019 | Чемпионат Китая                 | 6       | 33         |                |                     |        |                    |
| 2019 | China National Youth Games      | 1       |            |                |                     |        |                    |
| 2019 | Индивидуальные чемпионаты Китая |         | 13         |                |                     |        |                    |
| 2019 | Кубок олимпийских надежд        | 1       | 7          |                |                     |        | 8                  |
| 2020 | Чемпионат Китая                 | 7       | 17         |                |                     |        |                    |
| 2020 | Индивидуальные чемпионаты Китая | 2       |            |                |                     | 1      |                    |

### Взрослые
| Год  | Турнир                   | Команда | Многоборье | Опорный прыжок | Разновысокие брусья | Бревно | Вольные упражнения |
| ---- | ------------------------ | ------- | ---------- | -------------- | ------------------- | ------ | ------------------ |
| 2021 | Чемпионат Китая          | 6       | 23         |                |                     |        |                    |
| 2021 | Национальные игры Китая  | 7       |            |                |                     | 1      |                    |
| 2022 | Чемпионат Китая          | 8       |            |                |                     | 4      |                    |
| 2023 | Чемпионат Китая          | 5       | 7          |                |                     |        | 1                  |
| 2023 | Чемпионат мира           | 4       |            |                |                     | 2      | 7                  |
| 2024 | Cottbus World Cup        |         |            |                |                     | 1      | 1                  |
| 2024 | DTB Pokal Team Challenge | 1       |            |                |                     |        | 5                  |
| 2024 | Олимпийские игры         | 6       |            |                |                     | 2      |                    |